# Technologische Arbeitslosigkeit

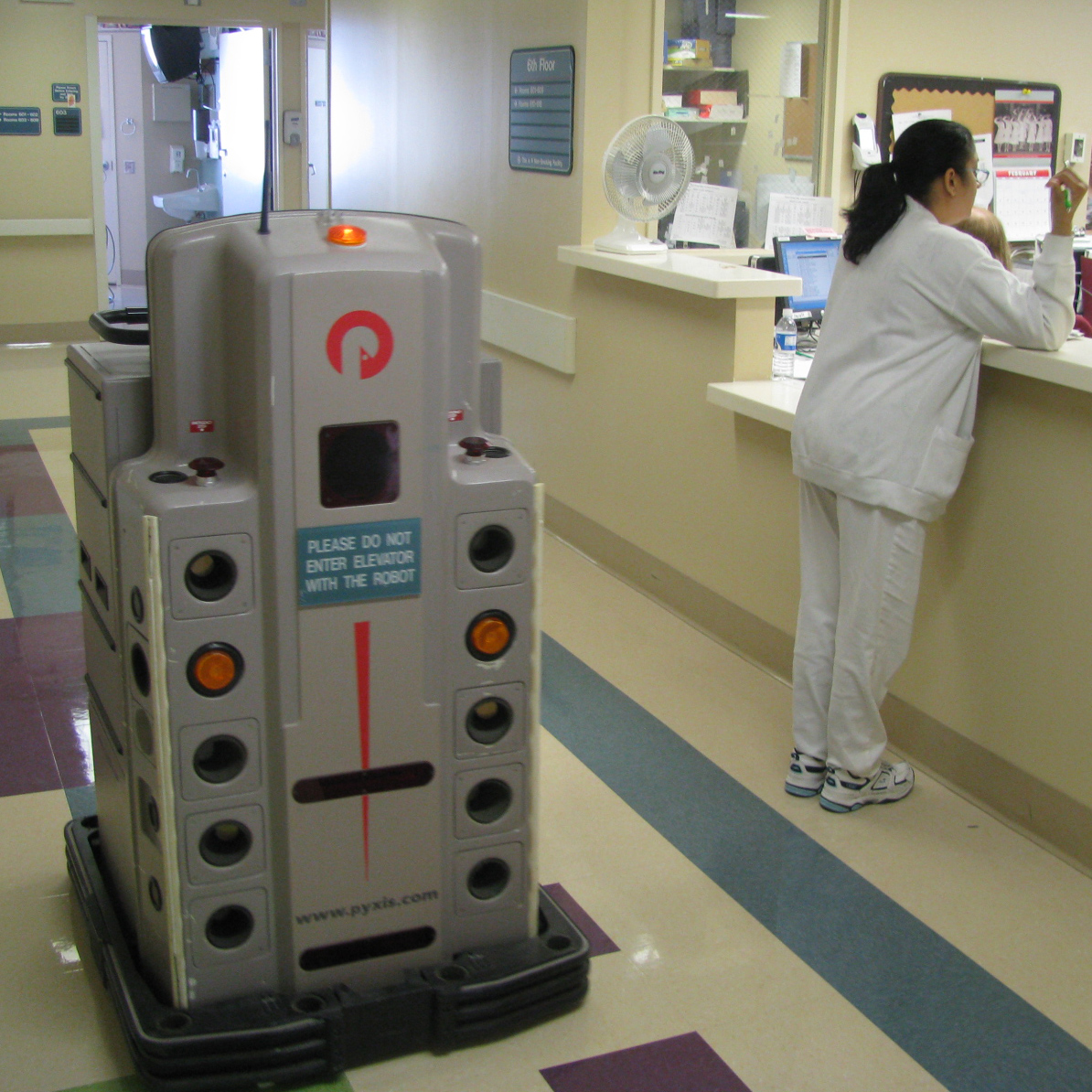
Im 21. Jahrhundert beginnen Roboter, nicht nur in der Fertigung, sondern auch im Dienstleistungssektor – zum Beispiel im Gesundheitswesen – Aufgaben zu übernehmen

Als technologische Arbeitslosigkeit bezeichnet man den Verlust von Arbeitsplätzen bedingt durch technologischen Wandel. Es handelt sich um eine Art von struktureller Arbeitslosigkeit.

## Überblick
Der Hauptgrund für technologische Arbeitslosigkeit ist, dass menschliche Eingriffe bei Aufgaben in bestimmten Berufen und Tätigkeiten durch künstliche Intelligenz und Automatisierung zunehmend obsolet werden.
Laut Richard David Precht werde die Technik Menschen langfristig viele Routineaufgaben, die keine menschlichen Qualitäten erfordern, abnehmen. Von dieser Entwicklung verschont blieben langfristig lediglich solche Berufe, von denen es gesellschaftlich gewünscht ist, dass diese weiterhin von Menschen übernommen werden, wie etwa Erzieher, Lehrer und Hausärzte.
Als Ursache für die weitreichende technologische Arbeitslosigkeit der gegenwärtigen Zeit wird die Computerisierung angesehen, wobei bereits seit der Industrialisierung durch mechanische Spinn- und Webmaschinen menschliche Tätigkeiten durch Maschinen zunehmend ersetzt wurden.
Geprägt wurde der Begriff vom britischen Ökonom John Maynard Keynes in den 1930er Jahren.

## Potentielle Lösungen

### Verbot von Innovationen
In der Vergangenheit wurden Innovationen manchmal aus Sorge um ihre negativen Auswirkungen auf die Beschäftigung von Menschen verboten. Seit der Entwicklung der modernen Wirtschaftswissenschaften wird diese Option jedoch im Allgemeinen nicht mehr als Lösung in Betracht gezogen, zumindest nicht für fortgeschrittene Volkswirtschaften. Selbst Kommentatoren, die der langfristigen technologischen Arbeitslosigkeit pessimistisch gegenüberstehen, betrachten Innovationen generell als einen großen Nutzen für die Gesellschaft, wobei John Stuart Mill einer der wenigen, wenn nicht der einzige prominente westliche Ökonom war, der ein Verbot des Einsatzes von bestimmten Technologien als mögliche Lösung für Arbeitslosigkeit vorgeschlagen hat.

### Bedingungsloses Grundeinkommen
Einige Ökonomen gehen davon aus, dass die in den meisten Industriestaaten bestehenden Sozialsysteme mit Rente und Arbeitslosengeld aufgrund der Theorie, dass es immer weniger Arbeiten geben wird, die Menschen ausüben können, in Zukunft zusammenbrechen werden. Bisher war es in der Geschichte der Menschheit so, dass es stets mehr arbeitende Menschen als Arbeitslose und nicht mehr arbeitende gab, die besagte Sozialleistungen finanzierten. In Zukunft könnte sich dieser Sachverhalt jedoch aufgrund von technologischer Arbeitslosigkeit umkehren. So wurde als mögliche Lösung für dieses Problem oft die Einführung eines bedingungslosen Grundeinkommens (BGE) vorgeschlagen. Das BGE wird von einigen außerdem als notwendig betrachtet, um weiterhin eine hohe Kaufkraft auch für Arbeitslose in einer Zukunft mit wenig Arbeitsplätzen zu gewährleisten und Aufständen von arbeitslos gewordenen Menschen vorzubeugen.
Prominente Befürworter des BGE aus der Wirtschaft sind u. a. der Multiunternehmer Elon Musk, Meta-Platforms-Gründer Mark Zuckerberg, Amazon-Gründer Jeff Bezos, Google-Gründer Larry Page, Microsoft-Gründer Bill Gates, Apple-CEO Tim Cook, Twitter-Gründer Jack Dorsey, eBay-Gründer Pierre Omidyar und OpenAI-CEO Sam Altman.

### Umstellung des Bildungssystems
Der Ökonom Gerald Lembke ist der Meinung, dass das heutige Bildungssystem nicht den Anforderungen der zukünftigen Lebens- und Arbeitswelt gerecht werde. Stattdessen bilde das Schulsystem die Schüler für eine alte Arbeitswelt aus, was dazu führe, „dass wir Leute produzieren, die mit den Anforderungen, die jetzt gesellschaftlich und ökonomisch auch durch die Digitalisierung auf uns eindreschen, überhaupt nicht umgehen können.“ „Unsere Arbeitskultur wird sich radikal verändern“, meint Lembke in seinem Buch Verzockte Zukunft. Wie wir das Potenzial der jungen Generation verspielen.
Nach Auffassung des deutschen Philosophen und Autors Richard David Precht bereitet das gegenwärtige Schulsystem in Deutschland Schüler nicht hinreichend auf die Zukunft vor. Laut ihm braucht es eine Bildungsrevolution, um den Herausforderungen der künftigen Arbeits- und Berufswelt gerecht zu werden: „Die Anforderungen der zukünftigen Lebens- und Arbeitswelt verlangen nach kreativen Problemlösern und nicht nach Köpfen, die wie Aktenordner mit totem Wissen angefüllt sind.“
Zu den Bildungsmaßnahmen, um technologischer Arbeitslosigkeit vorzubeugen, zählen auch umfangreiche Erwachsenen- und Weiterbildungsmöglichkeiten für Mitarbeiter.